# 고속도로 가족
《고속도로 가족》은 2022년에 개봉한 대한민국의 영화이다. 
일본에서는 2023년 4월 21일 개봉했다.

## 캐스팅
- 라미란 : 엄영선 역
- 정일우 : 장기우 역
- 김슬기 : 안지숙 역
- 백현진 : 안도환 역
- 서이수 : 장은이 역
- 박다온 : 장택 역
- 샤오 체텐 : 체텐 역
- 이태경 : 오 형사 역
- 이예준 : 남 형사 역
- 손용범 : 커플남 역
- 손예원 : 커플녀 역
- 최우영 : 상인남 역
- 박은영 : 상인여 역
- 이재우 : 휴게소직원 역
- 장준학 : 거절아저씨 역
- 권혁성 : 폐업가게사장 1 역
- 김범진 : 폐업가게사장 2 역
- 안민영 : 중고가구손님 1 역
- 윤종구 : 중고가구손님 2 역
- 허준석 : 유치장사내 역
- 김준희 : 유치장경찰 1 역
- 류경환 : 유치장경찰 2 / 목소리 대역
- 정수교 : 망상사내 역
- 최형주 : 영선아들 역
- 김기림 : 트럭기사 역
- 이율 : 산부인과 간호사 역
- 이태건 : 형사 역
- 김남호 : 자전거순경 / 목소리 대역
- 옥수분 : 행정실직원 역
- 석호진 : 마트아줌마 역
- 이헌일 : 마트직원 1 역
- 차용환 : 마트직원 2 역
- 고수이 : 수연 역
- 김장호 : 노숙자아저씨 역
- 이샘 : 화장실여성 역
- 허부영 : 거절 중년부부 역
- 장석문 : 거절 중년부부 역
- 최서니 : 거절 젊은여성 역
- 박태우 : 핫도그아이 역
- 이선주 : 거절아저씨 부인 역
- 최이윤 : 노부부 역
- 차영준 : 노부부 역
- 김루이 : 보안실 직원 역
- 전용범 : 선술집 아저씨 1 역
- 조환준 : 선술집 아저씨 2 역
- 이승용 : 선술집 아저씨 3 역
- 안희주 : 휴게소 꼬치아줌마 역
- 신지연 : 식당아주머니 역
- 이경호 : 추격순경 역
- 천영암 : 추격순경 역
- 서민우 : 계단경찰 역
- 문광식 : 계단경찰 역
- 정진혁 : 형사 / 놀라는 행인 역
- 김규진 : 형사 / 응급실 의사 / 초등학교 선생님 역
- 송승은 : 형사 역
- 김지훈 : 형사 역
- 김효승 : 형사 역
- 배준호 : 형사 역
- 박광용 : 형사 역
- 박종빈 : 형사 역
- 우정식 : 형사 역
- 윤영혁 : 형사 역
- 이종화 : 형사 역
- 박호진 : 휴게소 손님 역
- 배세연 : 휴게소 손님 역
- 손경빈 : 휴게소 손님 역
- 조재희 : 휴게소 손님 역
- 윤상준 : 휴게소 손님 역
- 안현숙 : 휴게소 손님 역
- 이지윤 : 휴게소 손님 역
- 최진호 : 휴게소 손님 역
- 하주현 : 휴게소 손님 역
- 이희선 : 휴게소 손님 역
- 문승하 : 휴게소 손님 역
- 이민희 : 휴게소 손님 역
- 임세은 : 휴게소 손님 역
- 한송호 : 휴게소 손님 역
- 최근빈 : 배달원 역
- 구재숙 : 밥집 아줌마 역
- 이창용 : 정류장 행인 역
- 정재훈 : 정류장 행인 역
- 신지웅 : 소방대원 역
- 김준영 : 소방대원 역
- 박정석 : 소방대원 역
- 이기훈 : 소방대원 역
- 오현석 : 소방대원 역
- 송수빈 : 구급대원 역
- 유수남 : 구급대원 역
- 손상우 : 구급대원 역
- 김재우 : 구급대원 역
- 최세현 : 초등학교 학생들 역
- 권은재 : 초등학교 학생들 역
- 김도진 : 초등학교 학생들 역
- 김석주 : 초등학교 학생들 역
- 이태운 : 초등학교 학생들 역
- 이윤호 : 초등학교 학생들 역
- 최승준 : 초등학교 학생들 역
- 홍재민 : 초등학교 학생들 역
- 이도원 : 초등학교 학생들 역
- 유진우 : 초등학교 학생들 역
- 조연우 : 초등학교 학생들 역
- 조해솔 : 초등학교 학생들 역
- 최유주 : 초등학교 학생들 역
- 여서현 : 초등학교 학생들 역
- 이하율 : 초등학교 학생들 역
- 류다은 : 초등학교 학생들 역
- 유하라 : 초등학교 학생들 역
- 장하나 : 초등학교 학생들 역
- 김나윤 : 초등학교 학생들 역
- 이소빈 : 초등학교 학생들 역
- 서인영 : 초등학교 선생님 역
- 김민주 : 녹색어머니 역
- 김영교 : 녹색어머니 역
- 박경도 : 기우 대역
- 이성민 : 지숙 대역
- 이연주 : 목소리 대역
- 황정민 : 떡볶이아줌마 역 (특별출연)
- 이용녀 : 산부인과 의사 역 (특별출연)
- 우지현 : 편의점 직원 역 (특별출연)

## 영화제
- 2022년 제 27회 부산국제영화제 한국영화의 오늘-파노라마 섹션

- 2023년 제 47회 클리블랜드국제영화제 국제경쟁

- 2023년 제 24회 전주국제영화제 코리안시네마